# راجح داوود
راجح سامي داوود (مواليد 23 نوفمبر 1954) ملحن ومؤلف موسيقي مصري، لديه العديد من المؤلفات الموسيقية وقام بتأليف الموسيقى التصويرية للعديد من الأفلام الهامة في السينما المصرية. حصل على بكالوريوس المعهد العالي للموسيقى (الكونسرفاتوار) في التأليف الموسيقي عام (1977)، وحصل على دبلوم الدراسات العليا في الموسيقى (ماجستير الآداب) وشهادة الدكتوراة من أكاديمية فيينا للموسيقى. عمل كأستاذ بقسم التأليف الموسيقي بالمعهد العالي للموسيقى بالقاهرة، ويتولى حاليًا منصب مشرف عام على وحدة التأليف الموسيقي بالمبنى المركزي للوحدات التعليمية بأكاديمية الفنون.

## نشأته ودراسته
ولد راجح داوود في 23 نوفمبر 1954، في حي الفجالة بالقاهرة. كان والده كاتب وصحفي في الإذاعة المصرية، وكانت والدته مُعلمة لغة إنجليزية. نشأ راجح داوود في أسرة محبة للفنون، وحرص والده على نشأته على تعليم الموسيقى فألحقه بالمعهد العالي للموسيقى وهو في التاسعة من عمره وتخرج فيه عام 1977. ثم اتجه إلى النمسا للحصول على شهادة الماجيستير والدكتوراة في التأليف الموسيقي من أكاديمية فيينا للموسيقى.

## حياته العملية
قام راجح داوود بتأليف الموسيقى التصويرية للعديد من الأفلام الهامة التي حصلت على الكثير من الجوائز مع كثير من المخرجين مثل داوود عبد السيد وعلي بدرخان، ومن أهم أعماله تأليفه الموسيقى التصويرية لفيلمي الكيت كات وسارق الفرح بالإضافة إلى رسائل البحر والراعي والنساء. عمل في البداية كمعيد بالمعهد العالي للموسيقى، عام 1978 ثم مدرس بقسم التأليف عام 1988 ومنها لمدرس مساعد عام 1994 وفي عام 2000 أصبح أستاذ بقسم التأليف بالكونسرفاتوار، ويقوم حاليًا بالإشراف على وحدة التأليف الموسيقى بالمبنى المركزي للوحدات التعليمية بأكاديمية الفنون. كما قام بتأسيس أوركسترا الهناجر للوتريات وتولى قيادتها في الفترة من 1994 إلى 1999، وألّف موسيقى النشيد الوطني الموريتاني. الأنشطة الفنية والمهرجانات.

## المهرجانات الفنية والهيئات التي ينتمي إليها
- عضو لجنة التحكيم في المسابقة الدولية للموسيقى المعاصرة التي تقام سنويا بمدينة روما، عام 2001.
- عضو في بعض لجان التحكيم الموسيقية الخاصة بالمجلس الأعلى للثقافة منذ عام 2001.
- مقرر لجنة الموسيقى والأوبرا والباليه بالمجلس الأعلى للثقافة سابقا.
- شارك في المهرجان السنوي لموسيقى البحر الأبيض المتوسط في باليرمو بإيطاليا عامي 1997 و1998.
- شارك مع أوركسترا أوبرا القاهرة في مهرجان مارنار الموسيقى، عام 1999.

## الأعمال الفنية والمؤلفات
له العديد من المؤلفات الموسيقية منها:
- لمحة مصرية للأوركسترا
- رقصتان للفلوت والأوركسترا الوتري
- رقصتان للفلوت والبيانو
- صعود الروح للأوركسترا الوترى
- صوت نسائي
- نصر السماء
- اهداء شهداء 25 يناير
- موسيقى مسلسل الصفعة.
- تتر وموسيقى مسلسل رسايل

## الأفلام التي وضع لها موسيقى تصويرية

### مع المخرج والمؤلفداوود عبد السيد
الصعاليك 1985
البحث عن سيد مرزوق 1990
الكيت كات 1990
سارق الفرح 1994
أرض الأحلام
أرض الخوف
مواطن ومخبر وحرامي 2001
رسائل البحر 2010
قدرات غير عادية 2015

### مع المخرجةإيناس الدغيدي
مذكرات مراهقة 2001
كلام الليل
الباحثات عن الحرية 2005

### مع المخرجمحمد كامل القليوبي
البحر بيضحك ليه
خريف آدم 2002

### أفلام أخرى
القاتلة، عام 1991.
عصافير النيل 2010.
الراعي والنساء، عام 1991.
الصرخة، عام 1991.
الكلام في الممنوع 2000
حفار البحر، عام 2001.
أم الغلابة، عام 2001.
الريس عمر حرب
حلم العمر
غرفه 707
كيف الحال
الإنسان والفنار - فيلم تسجيلى
اختفاء جعفر المصري

## الجوائز والأوسمة
- جائزة الدولة التشجيعية في الفنون من المجلس الأعلى للثقافة، عام 1996.
- جائزة في المهرجان القومى للسينما الروائية.
- جائزة في مهرجان الإسكندرية السينمائي.
- جائزة الدولة للتفوق في الفنون من المجلس الأعلى للثقافة، عام 2003.
- وسام شرف من الرئيس الموريتاني محمد ولد عبد العزيز 2018 بعد تلحينه النشيد الوطني الموريتاني ( بلاد الأباة الهداة الكرام.)

## المصدر
http://www.sis.gov.eg/VR/figures/arabic/html/sa14.htm نسخة محفوظة 25 سبتمبر 2008 على موقع واي باك مشين.
www.ragehdaoud.com